# Идея Банк (Украина)
Идея Банк — украинский банк с главным офисом во Львове. Один из первых коммерческих банков в Украине, основанный в 1989 году под названием «Прикарпатлісбанк». Позже неоднократно менял название: в 1995 на «Прикарпаття», в 2007 на «Плюс Банк», с 2011 года имеет нынешнее название — «Идея Банк».
По состоянию на 1 января 2018 года, общие активы Идея банка составляли 4,3 миллиарда гривен, по их размерам он занимает 31 место среди всех 82 банков в Украине. Сеть обслуживания банка включает в себя 82 отделения во всех регионах Украины. Банкноматы входят в объединённую сеть АТМоСфера которая вместе насчитывает около 1000 единиц. Идея Банком эмитировано около 166 тыс. платежных карточек.
Чистая прибыль Идея Банка в 2017 году составила 148 500 000 гривен, что в 2,7 раза больше прибыли в предыдущем году (53300000 грн в 2016). С 2007 года банк входит в польскую финансовую группу Getin Holding. Группа, среди прочего, включает одноимённые банки в Польше, Румынии и Беларуси.

## Штаб-квартира
Главное отделение ПАО расположено в доме № 11 по улице Валовой, в Галицком районе Львова. Дом построен в 1910 по заказу Берла и Сабины Финклеров, проект архитектора Артура Шлеена для страховой компании «American Union». Своеобразной визитной карточкой дома является его архитектурный декор работы скульптора Тадеуша Блотницкого — скульптуры средневековых рыцарей с щитами, на которых размещены гербы земель Галичины, Волыни и герб города Львова.
До 2010 г. в доме находился офис центра обслуживания абонентов компании «Киевстар».

## Награды и премии
16 мая 2019 года по мнению Finance.ua и «Минфина» Идея Банк стал победителем на премии FinAwards 2019 в категории «Выгодное предложение» с кредитом наличными под названием «Целевой».